# Piccole figlie di San Giuseppe (Verona)
Le Piccole Figlie di San Giuseppe sono un istituto religioso femminile di diritto pontificio: le suore di questa congregazione pospongono al loro nome la sigla P.F.S.G.

## Storia

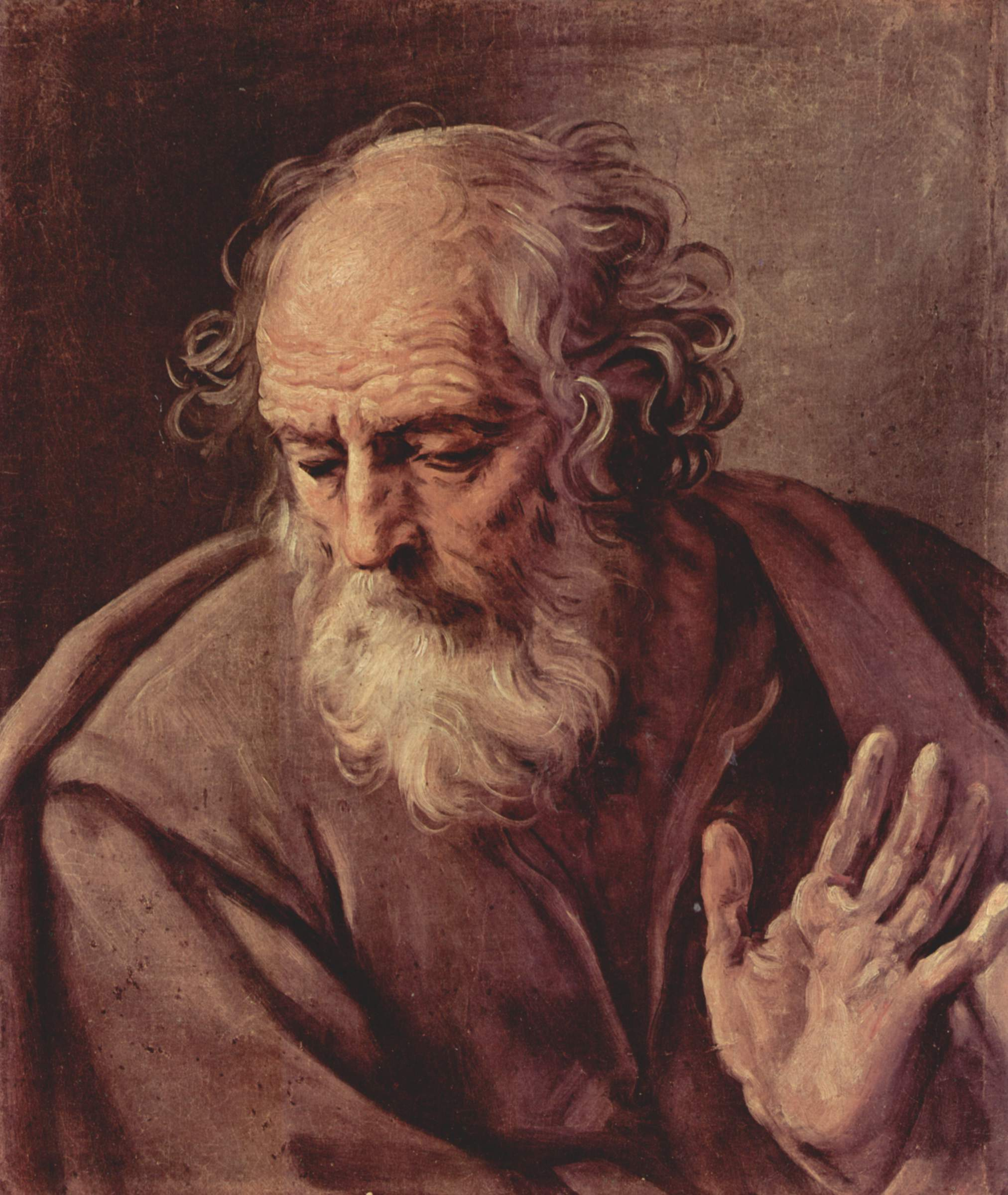
San Giuseppe, dipinto di Guido Reni

Nel 1888 il sacerdote Giuseppe Baldo aprì a Ronco all'Adige, centro dove svolgeva il ministero parrocchiale, un ricovero per anziani, poi un asilo infantile e, infine, una mensa per bambini denutriti e pellagrosi. Inizialmente chiamò a gestire l'opera le Sorelle della Misericordia di Verona, ma poi pensò di creare una nuova congregazione (21 novembre 1894): il 24 giugno del 1896 le prime dieci postulanti ricevettero l'abito religioso dal cardinale Luigi di Canossa, vescovo di Verona. La prima superiora dell'istituto fu Clementina Forante (1864-1928), ritenuta cofondatrice dell'istituto.
La congregazione, detta delle Piccole Figlie di San Giuseppe, venne approvata come istituto di diritto diocesano il 3 maggio 1895: ottenne il pontificio decreto di lode il 10 febbraio 1913 e le sue costituzioni vennero approvate definitivamente dalla Santa Sede il 3 aprile 1940.
Don Baldo è stato beatificato nella Basilica di San Pietro in Vaticano da papa Giovanni Paolo II il 31 ottobre 1989.

## Attività e diffusione
Le Piccole Figlie di San Giuseppe prestano la loro opera presso scuole dell'infanzia gestite da loro e in case di cura e di riposo per anziani e invalidi.
Oltre che in Italia, sono presenti in Brasile, Georgia, Kenya, Ruanda: la sede generalizia è a Verona.
Al 31 dicembre 2005 l'istituto contava 405 religiose in 68 case.